# Ryan Jones
Ryan Paul Jones (Newport, 13 marzo 1981) è un ex rugbista a 15 britannico, internazionale per il Galles, terza linea centro degli Ospreys in Pro12.

## Carriera
Giocatore di calcio per il Bristol City F.C. fino ai 14 anni (era portiere), ha iniziato a giocare a rugby per stare insieme ai suoi amici.
Negli anni iniziali della sua carriera da rugbista ha giocato per i club di Newport, Bridgend  e Swansea. Nel 2003 è poi passato ai Celtic Warriors. Quando questi si sono sciolti per problemi finanziari, nel 2004, Jones si è unito agli Ospreys. Con quest'ultimo club ha vinto la Celtic League nel 2005 e nel 2007 e la coppa Anglo-Gallese nel 2008.
Il 6 novembre 2004 ha fatto il suo esordio con la maglia del Galles in una partita contro il Sudafrica.
Nel 2005 ha vinto, con la nazionale, il Sei Nazioni facendo il Grande Slam. Lo stesso anno ha preso poi parte al tour dei British and Irish Lions in Nuova Zelanda. Escluso in un primo momento, è stato chiamato per sostituire l'infortunato Simon Taylor. Per le sue ottime prestazioni durante i test match è stato considerato uno dei migliori giocatori del tour.
Nel gennaio 2008 Jones è stato scelto dal coach del Galles Warren Gatland come capitano della nazionale. Durante il seguente Sei Nazioni la squadra ha conquistato la seconda vittoria del torneo con Grande Slam in quattro anni.
Nel 2022 a soli 41 anni gli viene diagnosticata la demenza senile.